# Charles Asati
Charles Asati (Kisii, 1946. március 3. –) olimpiai bajnok kenyai atléta, rövidtávfutó.

## Pályafutása
Az 1968-as mexikóvárosi olimpián 4 × 400 m váltóban ezüstérmet szerzett Daniel Rudisha-val, Munyoro Nyamauval és Naftali Bonnal. Az 1972-es müncheni olimpián ugyan ebben a versenyszámban aranyérmet nyert Munyoro Nyamauval, Robert Oukoval és Julius Sanggal.

## Sikerei, díjai
- Olimpiai játékok
  - aranyérmes: 1972, München (4 × 400 m)
  - ezüstérmes: 1968, Mexikóváros (4 × 400 m)